# Arimino Baracone
Arimino Baracone (ur. w XIII wieku, zm. w XIV wieku) – kapitan regent San Marino w okresie od 1 kwietnia do 1 października 1303 roku (wspólnie z Simonem da Sterpeto).